# Loxocauda subquadrata
Loxocauda subquadrata is een mosselkreeftjessoort uit de familie van de Loxoconchidae. De wetenschappelijke naam van de soort is voor het eerst geldig gepubliceerd in 1987 door Maybury & Whatley.